# Tony Maiello
Antonio Maiello, dit Tony Maiello, (né le 15 mars 1989 à Castellammare di Stabia, Naples) est un chanteur italien.

## Biographie
Tony Maiello est découvert dans un télé-crochet italien, X-Factor sur Rai 2, en 2008. En 2010, il est déclaré vainqueur dans la catégorie « Nouvelle génération » du Festival de Sanremo grâce au titre Il linguaggio della resa (le langage de la rédemption).